# Fernanda Contreras Gómez
Fernanda Contreras Gómez (San Luis Potosí, 8 ottobre 1997) è una tennista messicana.

## Carriera
Fernanda Contreras ha vinto 2 titoli in singolare e 9 titoli in doppio nel circuito ITF in carriera. Il 3 ottobre 2022 ha raggiunto il best ranking in singolare, raggiungendo la 139ª posizione mondiale. In doppio, l'8 maggio 2023, ha invece raggiunto la 99ª posizione.
Durante i suoi anni al college ha giocato per la Vanderbilt University. Nel 2017 ha vinto i Riviera All-American Championship e nel 2018 è entrata a far parte della squadra messicana di Fed Cup.

### College e Junior
Fernanda è nata a San Luis Potosí ma è cresciuta ad Austin frequentando la Westlake High School. Alla Vanderbilt University ha vinto la USTA/ITA All-American Intercollegiate Championship diventando la prima campionessa del torneo singolare della Riviera/ITA, sconfiggendo nella finale Aliona Bolsova Zadoinov. La Contreras ha finito la stagione con un record di 44 vittorie a fronte di 10 sconfitte, stabilendo un record e venendo così nominata la All-American in entrambe le discipline. Ha raggiunto le semifinali all'Oracle ITA Fall National Championships e all'NCAA. La Contreras termina la sua carriera nel college con il maggior numero di vittore nella storia del Commodore con ben 138 vittorie. Nel 2018, prende anche parte al Central American and Caribbean Games con la connazionale Giuliana Olmos conquistando l'oro in doppio e l'argento come squadra. Nel singolare viene sconfitta dalla campionessa olimpica Mónica Puig e proprio contro il Porto Rico vince la finale di doppio con la Olmos per la conquista dell'oro.

## Statistiche WTA

### Doppio

#### Sconfitte (1)
| Legenda              |
| -------------------- |
| Grande Slam (0)      |
| Argenti Olimpici (0) |
| WTA Finals (0)       |
| WTA Elite Trophy (0) |
| Dal 2021             |
| WTA 1000 (0)         |
| WTA 500 (0)          |
| WTA 250 (1)          |

| N. | Data         | Torneo                         | Superficie | Partner          | Avversari in finale                  | Punteggio        |
| 1. | 5 marzo 2023 | Abierto GNP Seguros, Monterrey | Cemento    | Kimberly Birrell | Yuliana Lizarazo María Paulina Pérez | 3-6, 7-5, [5-10] |

## Statistiche ITF

### Singolare

#### Vittorie (2)
| Torneo $100.000 (0) |
| Torneo $80.000 (0)  |
| Torneo $60.000 (0)  |
| Torneo $40.000 (0)  |
| Torneo $25.000 (1)  |
| Torneo $15.000 (1)  |

| N. | Data            | Torneo                    | Superficie | Avversaria in finale   | Score         |
| 1. | 25 agosto 2019  | Cancun Tennis Cup, Cancún | Cemento    | Aleksandra Pitak       | 6-3, 6-3      |
| 2. | 20 ottobre 2019 | Waco Showdown, Waco       | Cemento    | Leylah Annie Fernandez | 6-3, 2-6, 6-1 |

#### Sconfitte (2)
| Torneo $100.000 (0) |
| Torneo $80.000 (0)  |
| Torneo $60.000 (0)  |
| Torneo $40.000 (0)  |
| Torneo $25.000 (1)  |
| Torneo $15.000 (1)  |

| N. | Data           | Torneo                    | Superficie  | Avversaria in finale | Score    |
| 1. | 9 giugno 2019  | Cancun Tennis Cup, Cancún | Cemento     | Patricia Maria Țig   | 0-6, 0-6 |
| 2. | 19 giugno 2021 | Palmetto Pro Open, Sumter | Terra verde | Peyton Stearns       | 1-6, 2-6 |

### Doppio

#### Vittorie (9)
| Torneo $100.000 (0) |
| Torneo $80.000 (0)  |
| Torneo $60.000 (3)  |
| Torneo $40.000 (0)  |
| Torneo $25.000 (4)  |
| Torneo $15.000 (2)  |

| N. | Data              | Torneo                                           | Superficie  | Compagna               | Avversarie in finale                            | Score            |
| 1. | 8 giugno 2019     | Cancun Tennis Cup, Cancún                        | Cemento     | Jessica Hinojosa Gómez | Melany Krywoj Fernanda Labrana                  | 2–6, 6–4, [10–7] |
| 2. | 15 giugno 2019    | Cancun Tennis Cup, Cancún                        | Cemento     | Nazari Urbina          | Tiphanie Fiquet Daria Kuczer                    | 3–6, 6–4, [10–3] |
| 3. | 15 settembre 2019 | Forte Village International Tournament, Pula     | Terra rossa | Chiara Scholl          | Monica Cappelletti Melania Delai                | 6-4, 6-1         |
| 4. | 22 maggio 2021    | Legacy Pro Classic, Pelham                       | Terra verde | Marcela Zacarías       | Erina Hayashi Kanako Morisaki                   | 6-0, 6-3         |
| 5. | 7 gennaio 2022    | Bendigo International, Bendigo                   | Cemento     | Alycia Parks           | Alison Bai Alana Parnaby                        | 6-3, 6-1         |
| 6. | 29 gennaio 2022   | World Tennis Tour Movistar LG, Manacor           | Cemento     | Andrea Lázaro García   | Tereza Mihalíková Linda Nosková                 | 6-1, 6-4         |
| 7. | 4 febbraio 2022   | World Tennis Tour Movistar LG, Manacor           | Cemento     | Andrea Lázaro García   | Tereza Mihalíková Linda Nosková                 | 6-1, 3-6, [10-6] |
| 8. | 14 maggio 2022    | Edge Open Saint-Gaudens Occitanie, Saint-Gaudens | Terra rossa | Lulu Sun               | Valentini Grammatikopoulou Anastasija Tichonova | 7-5, 6-2         |
| 9. | 29 aprile 2023    | Oeiras Ceto Open, Oeiras                         | Terra rossa | Ingrid Gamarra Martins | Jesika Malečková Renata Voráčová                | 6-3, 6-2         |

#### Sconfitte (4)
| Torneo $100.000 (1) |
| Torneo $80.000 (0)  |
| Torneo $60.000 (2)  |
| Torneo $40.000 (0)  |
| Torneo $25.000 (0)  |
| Torneo $15.000 (1)  |

| N. | Data           | Torneo                                 | Superficie  | Compagna             | Avversarie in finale              | Score            |
| 1. | 24 agosto 2019 | Cancun Tennis Cup, Cancún              | Cemento     | Ana-Paula de la Pena | Haine Ogata Aiko Yoshitomi        | 4-6, 4-6         |
| 2. | 2 aprile 2022  | ACT Clay Court International, Canberra | Terra rossa | Alana Parnaby        | Ankita Raina Arina Rodionova      | 6-4, 2-6, [9-11] |
| 3. | 4 giugno 2022  | Surbiton Trophy, Surbiton              | Erba        | Catherine Harrison   | Ingrid Neel Rosalie van der Hoek  | 3-6, 3-6         |
| 4. | 7 ottobre 2023 | Georgia's Rome Tennis Open, Rome       | Cemento (i) | Robin Anderson       | Sofia Sewing Anastasija Tichonova | 6-4, 3-6, [7-10] |